# Acadèmia policial
Les Acadèmies de policia o acadèmies d'aplicació de la llei, són centres d'entrenament per als futurs agents de policia. Algunes funcionen també com a col·legis o universitats.Tots elles realitzen diverses verificacions d'antecedents als potencials candidats, exàmens, proves físiques, proves mèdiques i ofereixen formació als futurs agents per fer possible una millor aplicació de la llei. Els reclutes milloren les seves habilitats de conducció de vehicles. Els futurs agents de la policia realitzen diversos entrenaments, aprenen a treballar en equip i duen a terme pràctiques de tir amb armes de foc. Les acadèmies preparen als futurs agents per ser membres d'una força policial.

## Selecció d'acadèmies policials

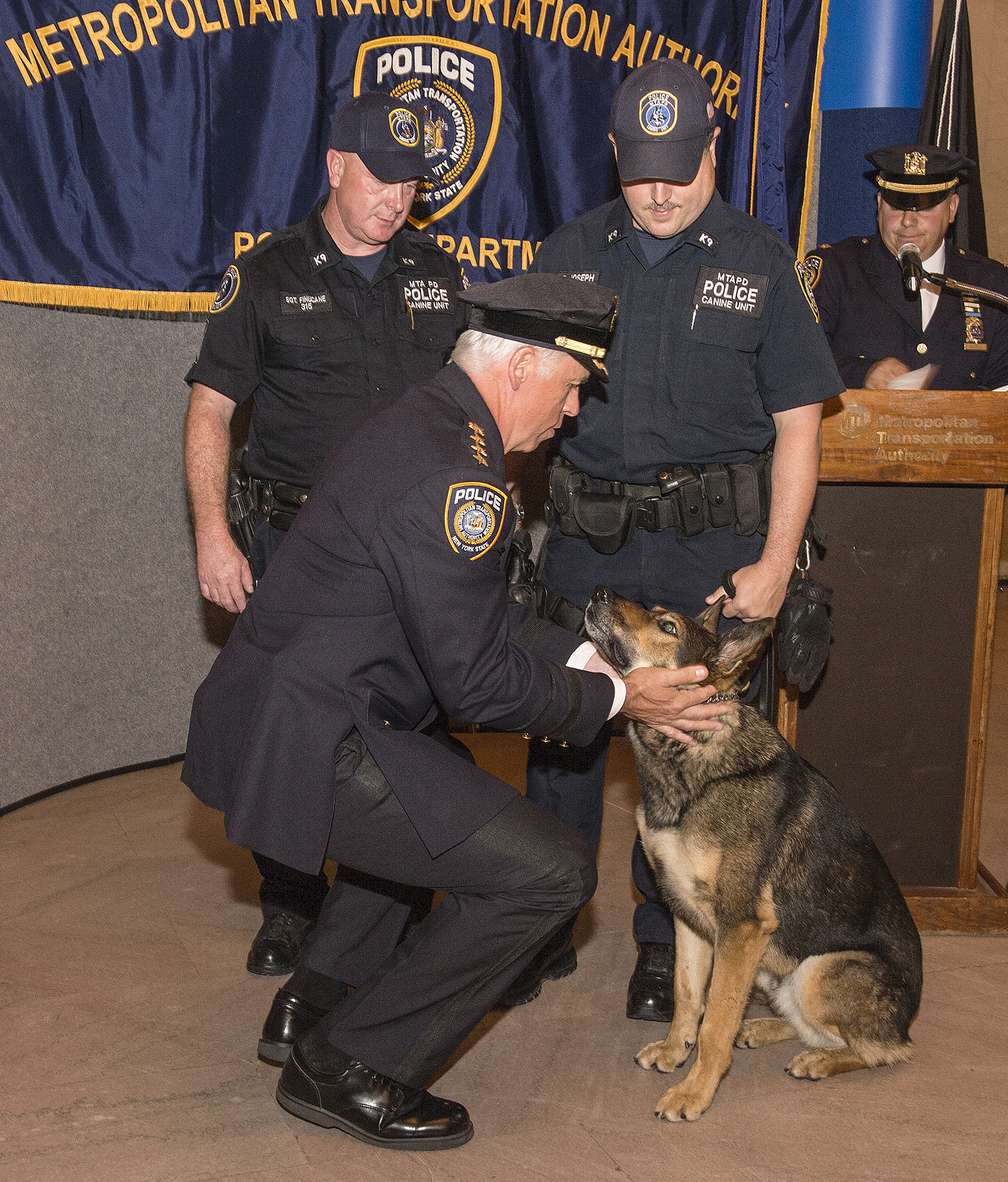
Unitat canina.

### Austràlia
En el país d'Austràlia cada estat i cada territori té la seva pròpia acadèmia policial per a l'entrenament del personal que ha de fer efectiu el compliment de la llei treballant en les diferents agències policials que operen en un determinat estat o territori. Les acadèmies policials s'asseguren que els oficials compleixen amb els criteris bàsics locals, estatals i federals. És necessària la graduació en un programa acadèmic abans que un nou agent entri oficialment en el servei actiu.

### Estats Units
Les acadèmies de policia existeixen en tots els estats i a nivell federal. Cada estat té una agència que certifica les acadèmies de la policia i els seus programes. La majoria dels estats tenen uns estàndards físics i acadèmics mínims pels cadets que volen ingressar en una acadèmia i graduar-se. Pot haver-hi requeriments addicionals més alts per a una certificació posterior com a oficial de policia. Mentre que alguns estats permeten la inscripció oberta a acadèmies de la policia, molts requereixen que els cadets siguin contractats per un departament de policia per assistir. Els departaments i les agències certificadores de l'estat també poden demanar que les persones passin proves de bona conducta, avaluacions psicològiques, la prova del polígraf, o anàlisis per a detectar la presència de drogues. Els candidats han d'estar capacitats per utilitzar una arma de foc, i cal mostrar habilitat en la conducció de vehicles, com a condicions per tenir una certificació com agent de policia.

### Regne Unit
Tots els candidats per a entrar en els 43 cossos policials d'Anglaterra i Gal·les han de tenir com a mínim 18 anys i mig d'edat, unes capacitats físiques òptimes, bona salut i bona vista, i ser ciutadans britànics, o bé ser ciutadans de la Mancomunitat de Nacions sense límits d'estada en el país, o bé ser ciutadans de la República d'Irlanda. Tots ells hauran d'estar 2 anys de prova com a reclutes, i seguir un entrenament acadèmic i pràctic en diverses situacions. Des de 2013 tot l'entrenament està gestionat pel col·legi de policia (en anglès: College of Policing). Tots els nous cadets de la policia a Escòcia assisteixen a un curs inicial d'11 setmanes de formació en el col·legi de Policia d'Escòcia en el castell de Tulliallan. El col·legi funciona des de 1954 i acull la formació inicial dels nous agents, així com una sèrie de cursos com la formació d'agents de trànsit i detectius.